# Le Sans-Patrie
Pour le film d'Ernest C. Warde sorti en 1917, voir The Man Without a Country.
Pour plus de détails, voir Fiche technique et Distribution.
Le Sans-Patrie (The Man Without a Country) est un film américain muet réalisé par Rowland V. Lee, sorti en 1925.

## Synopsis
Au cours d'un procès pour trahison, le lieutenant de l'armée américaine Philip Nolan renonce à son pays et est condamné à passer le reste de ses jours en mer.

## Fiche technique
- Titre : Le Sans-Patrie
- Titre original : The Man Without a Country
- Réalisation : Rowland V. Lee
- Scénario : Robert N. Lee, d'après un roman de Edward Everett Hale
- Photographie : G.O. Post
- Production : Fox Film
- Genre : Drame
- Pays : États-Unis
- Couleur : Noir et Blanc
- Son : Muet
- Format : 1,33 : 1
- Date de sortie : États-Unis : 11 février 1925

## Distribution
- Edward Hearn : Lt. Philip Nolan
- Pauline Starke : Anne Bissell
- Lucy Beaumont : Mrs. Nolan
- Richard Tucker : Aaron Burr
- Earl Metcalfe : Lt. Riddle
- Edward Coxen : Lt. Harper
- Wilfred Lucas : Maj. Bissell
- Francis Powers : Col. Morgan
- Harvey Clark : Peter
- William Walling : Capitaine Shaw
- William Conklin : Capitaine Danforth
- Edward Peil : Capitaine Kearney
- Albert Hart : Président Jefferson
- Edward Martindel : le capitaine du bateau
- Emmett King : Président Monroe
- George A. Billings : Abraham Lincoln
- Pauline Neff
- Fred Becker

rôles non crédités
- Richard Billings : jeune garçon
- Buck Black : jeune garçon
- Frank Coffyn
- Bob Fleming